# سو ووک
سو ووک (انگلیسی: Suh Wook؛ زادهٔ ۱۲ مهٔ ۱۹۶۳) فرمانده نظامی و سیاست‌مدار اهل کره جنوبی است، که هم‌اکنون به‌عنوان رئیس ستاد ارتش جمهوری کره فعالیت می‌کند.